# Ola Solbakken
Ola Selvaag Solbakken (Melhus, 7 de septiembre de 1998) es un futbolista noruego. Su posición es la de delantero y su club es el F. C. Nordsjælland de la Superliga de Dinamarca.

## Trayectoria
El 18 de diciembre de 2019 se hizo oficial su llegada al F. K. Bodø/Glimt. Con este equipo ganó en dos ocasiones la Eliteserien y en noviembre de 2022 la A. S. Roma anunció su fichaje hasta junio de 2027, aunque su incorporación se iba a producir en enero una vez hubiera quedado libre al expirar su contrato. En el equipo italiano estuvo ocho meses antes de ser prestado al Olympiacos F. C., al Urawa Red Diamonds y al Empoli F. C. Tras esta última cesión, en agosto de 2025, abandonó definitivamente el club romano después de ser traspasado al F. C. Nordsjælland.

## Selección nacional
El 2 de noviembre de 2021 fue convocado por primera vez a la selección absoluta para los partidos de clasificación para el Mundial 2022 ante selección de Letonia y selección de Países Bajos. El 13 del mismo mes debutó jugando los últimos minutos del partido ante Letonia que finalizó en empate a cero.

## Estadísticas

### Clubes
Actualizado al último partido jugado el 25 de mayo de 2025.
| Club | Div.          | Temporada     | Liga  | Liga  | Copas nacionales(1) | Copas nacionales(1) | Copas internacionales(2) | Copas internacionales(2) | Total | Total | Media goleadora(3) |
| Club | Div.          | Temporada     | Part. | Goles | Part.               | Goles               | Part.                    | Goles                    | Part. | Goles | Media goleadora(3) |
| --- | ------------- | ------------- | ----- | ----- | ------------------- | ------------------- | ------------------------ | ------------------------ | ----- | ----- | ------------------ |
| Ranheim IL · Noruega | 1.ª           | 2018          | 11    | 0     | 2                   | 0                   | —                        | —                        | 13    | 0     | 0                  |
| Ranheim IL · Noruega | 1.ª           | 2019          | 26    | 4     | 4                   | 2                   | —                        | —                        | 30    | 6     | 0.2                |
| Ranheim IL · Noruega | Total club    | Total club    | 37    | 4     | 6                   | 2                   | 0                        | 0                        | 43    | 6     | 0.14               |
| F. K. Bodø/Glimt · Noruega | 1.ª           | 2020          | 22    | 3     | 0                   | 0                   | 2                        | 0                        | 24    | 3     | 0.13               |
| F. K. Bodø/Glimt · Noruega | 1.ª           | 2021          | 26    | 6     | 0                   | 0                   | 15                       | 7                        | 41    | 13    | 0.32               |
| F. K. Bodø/Glimt · Noruega | 1.ª           | 2022          | 15    | 4     | 5                   | 0                   | 6                        | 0                        | 25    | 4     | 0.15               |
| F. K. Bodø/Glimt · Noruega | Total club    | Total club    | 63    | 13    | 5                   | 0                   | 23                       | 7                        | 91    | 20    | 0.22               |
| A. S. Roma · Italia | 1.ª           | 2022-23       | 14    | 1     | 0                   | 0                   | 0                        | 0                        | 14    | 1     | 0.07               |
| A. S. Roma · Italia | 1.ª           | 2023-24       | 1     | 0     | ―                   | ―                   | ―                        | ―                        | 1     | 0     | 0                  |
| A. S. Roma · Italia | Total club    | Total club    | 15    | 1     | 0                   | 0                   | 0                        | 0                        | 15    | 1     | 0.07               |
| Olympiacos F. C. · Grecia | 1.ª           | 2023-24       | 5     | 0     | 0                   | 0                   | 3                        | 0                        | 8     | 0     | 0                  |
| Olympiacos F. C. · Grecia | Total club    | Total club    | 5     | 0     | 0                   | 0                   | 3                        | 0                        | 8     | 0     | 0                  |
| Urawa Red Diamonds Japón | 1.ª           | 2024          | 5     | 0     | 1                   | 0                   | ―                        | ―                        | 6     | 0     | 0                  |
| Urawa Red Diamonds Japón | Total club    | Total club    | 5     | 0     | 1                   | 0                   | 0                        | 0                        | 6     | 0     | 0                  |
| Empoli F. C. · Italia | 1.ª           | 2024-25       | 21    | 0     | 4                   | 0                   | ―                        | ―                        | 25    | 0     | 0                  |
| Empoli F. C. · Italia | Total club    | Total club    | 21    | 0     | 4                   | 0                   | 0                        | 0                        | 25    | 0     | 0                  |
| Total carrera | Total carrera | Total carrera | 146   | 18    | 16                  | 2                   | 26                       | 7                        | 188   | 27    | 0.14               |
| (1) Incluye datos de Copa de Noruega, Supercopa de Noruega, Copa J. League y Copa Italia. (2) Incluye datos de Liga Europa de la UEFA, Liga de Campeones de la UEFA y Liga Europa Conferencia de la UEFA. (3) No incluye goles en partidos amistosos. |               |               |       |       |                     |                     |                          |                          |       |       |                    |

### Selección de Noruega
Actualizado al último partido jugado el 12 de septiembre de 2023.
| Selección          | Año           | Eliminatorias | Eliminatorias | Eliminatorias | Continental | Continental | Continental | Mundial | Mundial | Mundial | Amistosos | Amistosos | Amistosos | Total | Total | Total  | Media goleadora |
| Selección          | Año           | Part.         | Goles         | Asist.        | Part.       | Goles       | Asist.      | Part.   | Goles   | Asist.  | Part.     | Goles     | Asist.    | Part. | Goles | Asist. | Media goleadora |
| ------------------ | ------------- | ------------- | ------------- | ------------- | ----------- | ----------- | ----------- | ------- | ------- | ------- | --------- | --------- | --------- | ----- | ----- | ------ | --------------- |
| Absoluta · Noruega |               |               |               |               |             |             |             |         |         |         |           |           |           |       |       |        |                 |
| 2021               | 2             | 0             | 0             | —             | —           | —           | —           | —       | —       | —       | —         | —         | 2         | 0     | 0     | 0      |                 |
| 2022               | —             | —             | —             | —             | —           | —           | —           | —       | —       | 2       | 0         | 0         | 2         | 0     | 0     | 0      |                 |
| 2023               | —             | —             | —             | 5             | 1           | 0           | —           | —       | —       | 1       | 0         | 0         | 6         | 1     | 0     | 0.17   |                 |
| Total selección    | 2             | 0             | 0             | 5             | 1           | 0           | 0           | 0       | 0       | 3       | 0         | 0         | 10        | 1     | 0     | 0.1    |                 |
| Total carrera      | Total carrera | 2             | 0             | 0             | 5           | 1           | 0           | 0       | 0       | 0       | 3         | 0         | 0         | 10    | 1     | 0      | 0.1             |
| 1.                 |               |               |               |               |             |             |             |         |         |         |           |           |           |       |       |        |                 |

#### Partidos internacionales
| Detalle de partidos internacionales | Detalle de partidos internacionales | Detalle de partidos internacionales        | Detalle de partidos internacionales | Detalle de partidos internacionales | Detalle de partidos internacionales | Detalle de partidos internacionales | Detalle de partidos internacionales | Detalle de partidos internacionales |
| N.º                                 | Fecha                               | Estadio                                    | Rival                               | Resultado                           | Goles                               | Asist.                              | Competición                         | Ref.                                |
| Selección absoluta                  | Selección absoluta                  | Selección absoluta                         | Selección absoluta                  | Selección absoluta                  | Selección absoluta                  | Selección absoluta                  | Selección absoluta                  | Selección absoluta                  |
| ----------------------------------- | ----------------------------------- | ------------------------------------------ | ----------------------------------- | ----------------------------------- | ----------------------------------- | ----------------------------------- | ----------------------------------- | ----------------------------------- |
| 1.                                  | 13 de noviembre de 2021             | Ullevaal Stadion, Oslo, Noruega            | Letonia                             | 0:0                                 |                                     |                                     | Clasificación UEFA Mundial 2022     |                                     |
| 2.                                  | 16 de noviembre de 2021             | Stadion Feijenoord, Róterdam, Países Bajos | Países Bajos                        | 2:0                                 |                                     |                                     | Clasificación UEFA Mundial 2022     |                                     |
| 3.                                  | 17 de noviembre de 2022             | Estadio Aviva, Dublín, Irlanda             | Irlanda                             | 1:2                                 |                                     |                                     | Amistoso                            |                                     |
| 4.                                  | 20 de noviembre de 2022             | Ullevaal Stadion, Oslo, Noruega            | Finlandia                           | 1:1                                 |                                     |                                     | Amistoso                            |                                     |
| 5.                                  | 25 de marzo de 2023                 | Estadio La Rosaleda, Málaga, España        | España                              | 3:0                                 |                                     |                                     | Clasificación Eurocopa 2024         |                                     |
| 6.                                  | 28 de marzo de 2023                 | Estadio de Batumi, Batumi, Georgia         | Georgia                             | 1:1                                 |                                     |                                     | Clasificación Eurocopa 2024         |                                     |
| 7.                                  | 17 de junio de 2023                 | Ullevaal Stadion, Oslo, Noruega            | Escocia                             | 1:2                                 |                                     |                                     | Clasificación Eurocopa 2024         |                                     |

## Palmarés

### Títulos nacionales
| Título      | Club             | País    | Año  |
| ----------- | ---------------- | ------- | ---- |
| Eliteserien | F. K. Bodø/Glimt | Noruega | 2020 |
| Eliteserien | F. K. Bodø/Glimt | Noruega | 2021 |